# Robert Wilkie
Robert Leon Wilkie Jr, född 2 augusti 1962 i Frankfurt i Tyskland, är en amerikansk advokat och ämbetsman. Han var USA:s veteranminister mellan 30 juli 2018 och 20 januari 2021. Innan han utsågs till veteranminister, tjänstgjorde Wilkie som understatssekreterare för i USA:s försvarsdepartement för personal och beredskap från den 30 november 2017 till den 30 juni 2018.
Den 28 mars 2018 meddelade USA:s president Donald Trump via Twitter att Wilkie skulle fungera som tillfällig veteranminister tills senaten bekräftade en efterträdare. Den 18 maj 2018 meddelade president Trump att han nominerat Wilkie för att fortsätta som veteranminister. Den 23 juli 2018 godkändes Wilkie av senaten. Han svors in till ämbetet den 30 juli 2018.

## Biografi
Wilkie är född i Frankfurt i västra Tyskland. Han är son till en arméartilleri officer och han växte upp i Fort Bragg i North Carolina. Hans far, Robert Leon Wilkie Sr, pensionerades från den amerikanska armén som överstelöjtnant. Robert Wilkie är gift med Julia Wilkie, som han har känt sedan barndomen.
Wilkie är utbildad jurist vid Loyola University och Georgetown University med specialisering i internationell och komparativ rätt. Han har även en masterexamen från United States Army War College.

## Veteranminister
Wilkie nominerades till understatssekreterare i försvarsdepartementet för personal och beredskap av USA:s president Donald Trump den 25 juli 2017. Denna nominering bekräftades av USA:s senat den 16 november 2017.
Wilkie nominerades till USA:s veteranminister av president Trump den 18 maj 2018. Han bekräftades av senaten den 23 juli 2018, i en 86–9 omröstning.